# Carmen del Paraná
Carmen del Paraná est une ville du Paraguay, située dans le département d'Itapúa, à la frontière avec l'Argentine.

## Histoire
La ville de Carmen del Paraná fut fondé en 1843 durant le gouvernement de Don Carlos Antonio López.
Après la hausse planifié de l'étang de Yacyretá, Carmen del Paraná a radicalement changé d'aspect à cause de l'intense monté des eaux, orchestré par le gouvernement. En 2004 la ville était entourée de terres et est devenue une péninsule en 2013, avec les côtés nord, ouest et sud, envahis par les eaux.

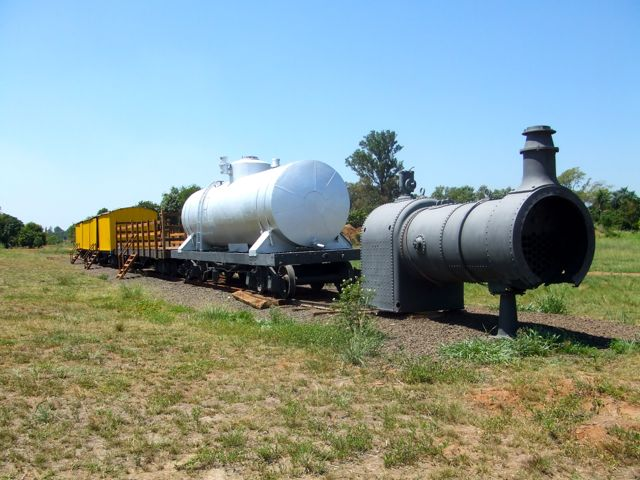
Formación exposée au musée de la Gare de Carmen del Paraná.

## Superficie
Carmen del Paraná à une superficie de 200² km de terre et 100 km² d'eau pour un total de 300km².

## Population
La population de Carmen del Paraná était de 6 417 habitants en 2008.